# Краг, Клаус
Клаус Краг (норв. Claus Krag; род. 21 апреля 1943) — норвежский историк.
Специалист по Скандинавии Средних веков. В 1969 году защитил диссертацию. Профессор древней истории в Высшей школе Телемарка.
Известен рядом работ, критических по отношению к общепринятой историографической традиции, — в частности, книгой «Перечень Инглингов и Сага об Инглингах: Изучение исторических источников» (норв. Ynglingatal og Ynglingesaga: en studie i historiske kilder; 1991), в которой предпринял попытку передатировать «Перечень Инглингов», традиционно датируемый IX веком, на три столетия позже. Опубликовал также «Историю Норвегии до 1319 года» (норв. Norges historie frem til 1319; 2000), книгу о Сверрире Сигурдссоне (норв. Sverre: Norges største middelalderkonge; 2003) и др.